# Musée des métiers de la pierre et de la vie rurale
Situé à Saint-Beauzély à 15 km de Millau et abrité dans les murs du château de Saint-Beauzély, ce musée associatif s'attache à témoigner du passé de la commune liée à l'extraction du grès, aux maîtres bâtisseurs des cités templières (La Couvertoirade, Sainte-Eulalie-de-Cernon et La Cavalerie)  ainsi qu'à l'agriculture et à la vie rurale. 
Le château a donc connu bien des vies  (résidence secondaire des seigneurs et barons, école tenue par des bonnes sœurs (1853-1961), etc.), et participe encore de nos jours à l'attractivité de la commune en y abritant un musée et la salle des fêtes du village.

## Historique
En 1991, des hommes du village prennent conscience de la nécessité de sauvegarder et de faire revivre les métiers et les savoir-faire de leur patrimoine. Ils décident donc de mettre en commun leurs motivations, leurs connaissances dans un travail de recherche, de restauration et de mise en place des outils et des techniques, témoins de la richesse du patrimoine artisanal et historique de la vallée de la Muse. D'abord placé sous la responsabilité du Syndicat d'Initiative du canton, une association est créée en 1994 pour s'occuper uniquement du musée (l'association des Amis du Musée Mémoire de la Vie Rurale).
Au fur et à mesure des travaux de restauration du château, le musée s'agrandit. De 200 objets à ses débuts, ce sont plus de 5 000 objets qui s'offrent aujourd'hui à la curiosité du public.
Membre actif de "La Route des Seigneurs du Rouergue" depuis 1996, et musée associé au musée du Rouergue, le musée offre aujourd'hui un vaste ensemble sur les métiers anciens, la vie rurale au XIXe siècle et les métiers de la pierre.

## Collections et visites
Les thématiques du musée sont mises en scène à travers différents espaces :

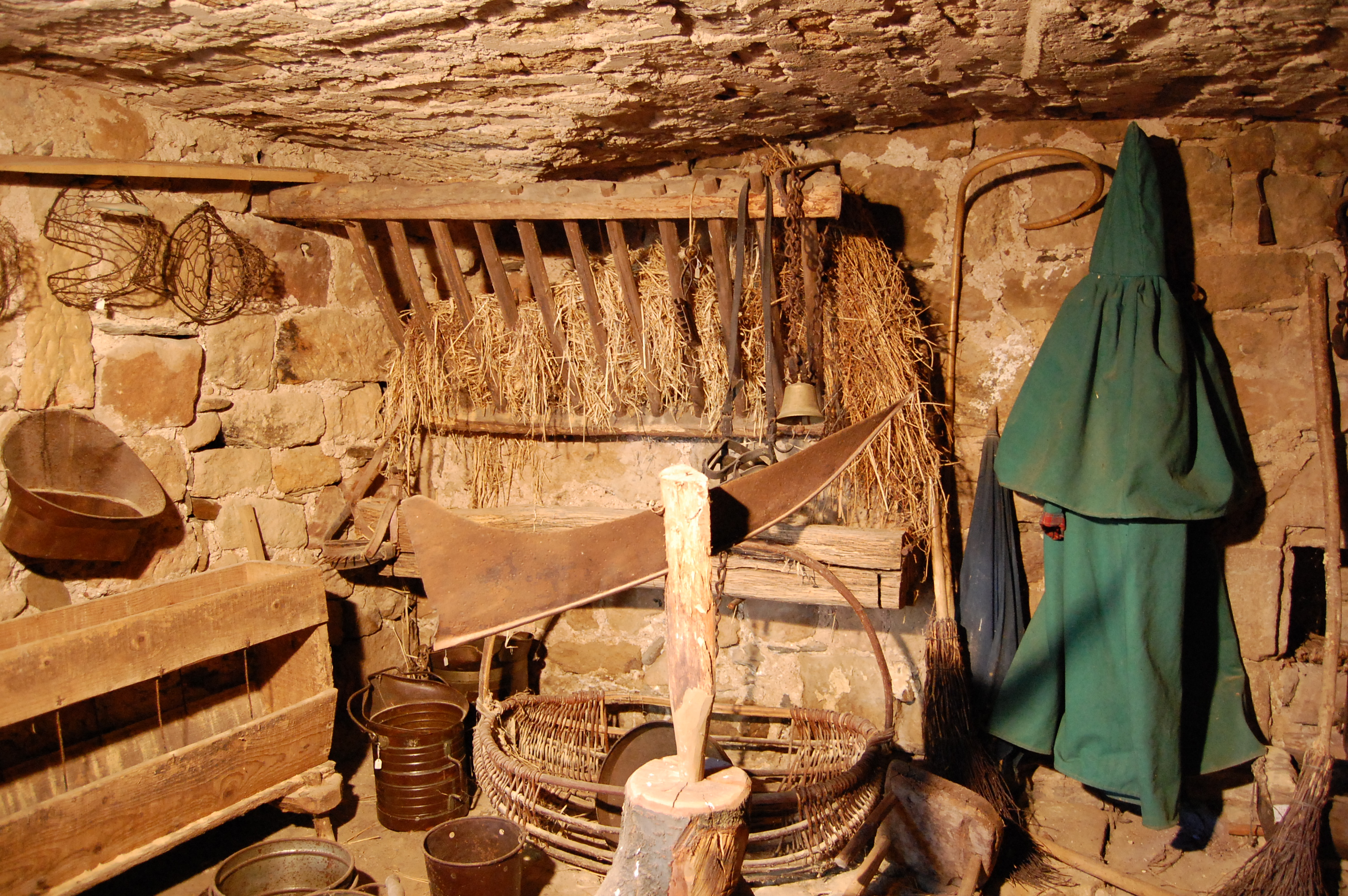
L'étable.

- dans les étages inférieurs, la salle du matériel agricole met en avant les herses, les araires et les charrues, puis l'espace extérieur offre à voir la reconstitution d'une forge et d'une étable ;

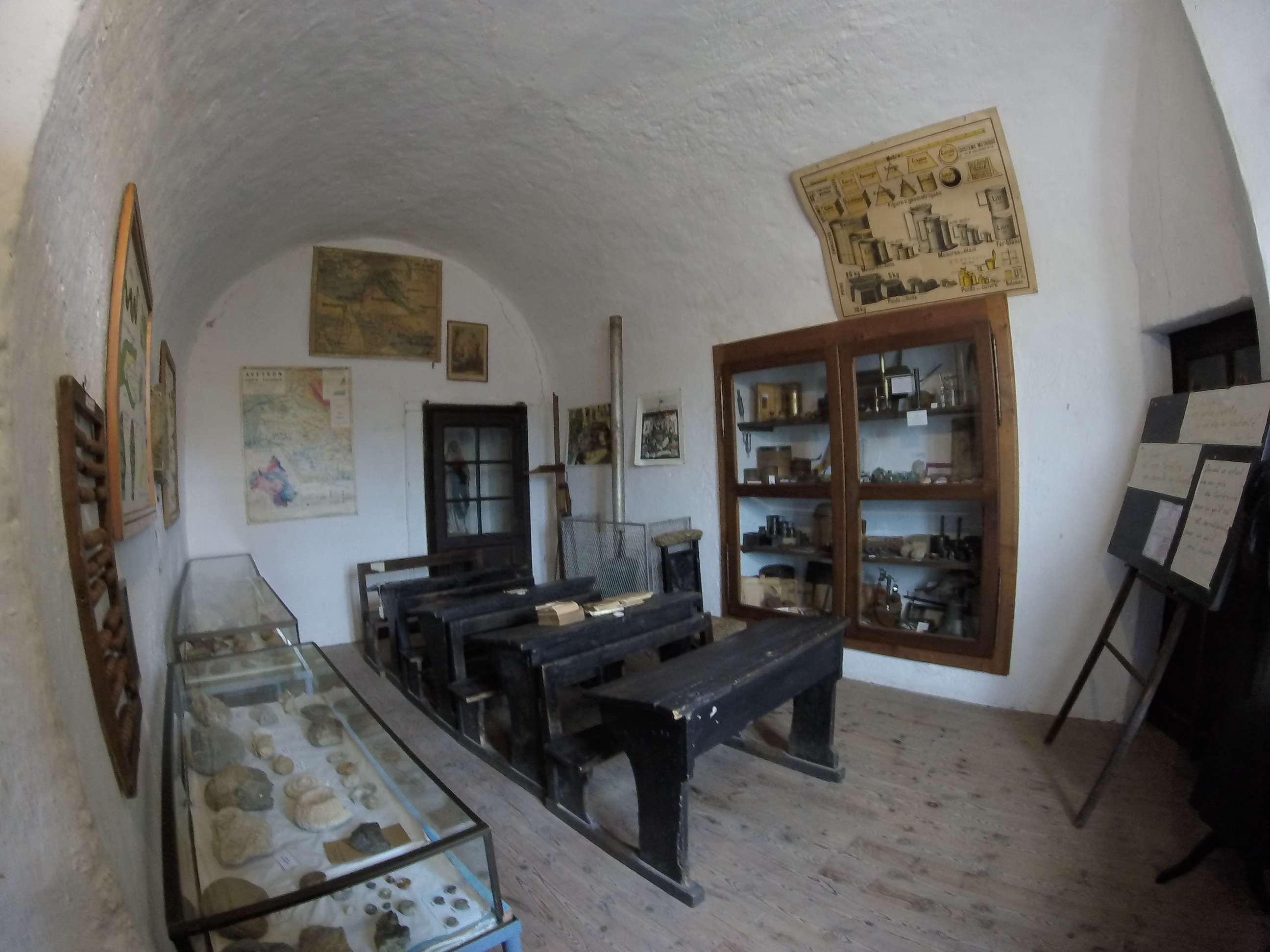
Salle de classe.

- dans les étages supérieurs, une salle de la pierre illustre le travail des hommes de l'extraction à la taille et rend compte du travail des maçons carriers au XVe siècle qui bâtirent les plus grands monuments du Sud-Aveyron, puis trois salles successives sur la vie rurale (les métiers anciens, le foyer au XIXe siècle et la salle de classe reconstituée).

Au niveau des objets nous ne pouvons mentionner que certains d'entre eux : 
- le trinqueballe (exposé dans la partie extérieure du musée) servait au transport des troncs d'arbres,
- l'outillage des maçons du XVe siècle dans la salle des métiers de la pierre,

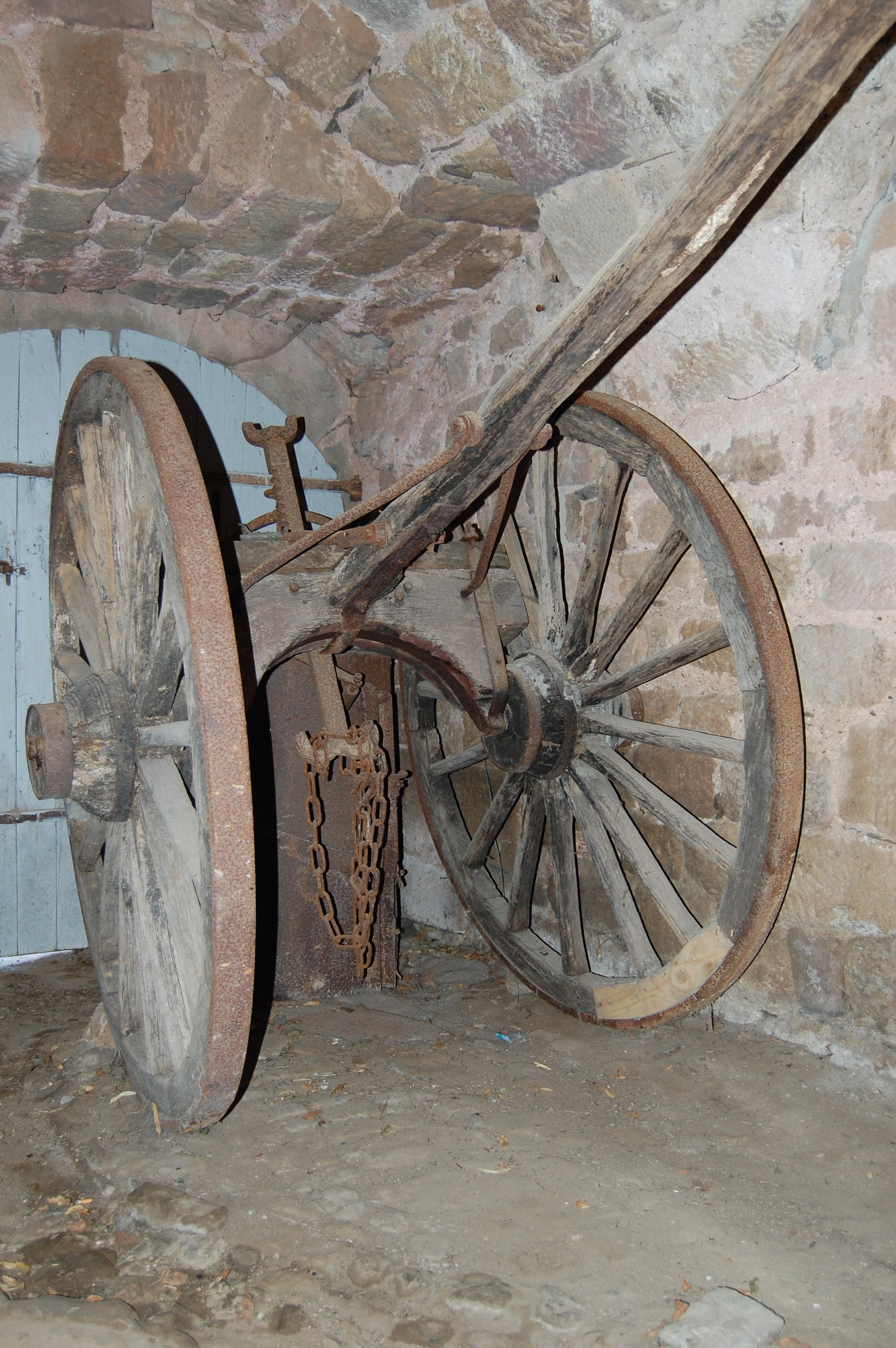
Le trinqueballe.

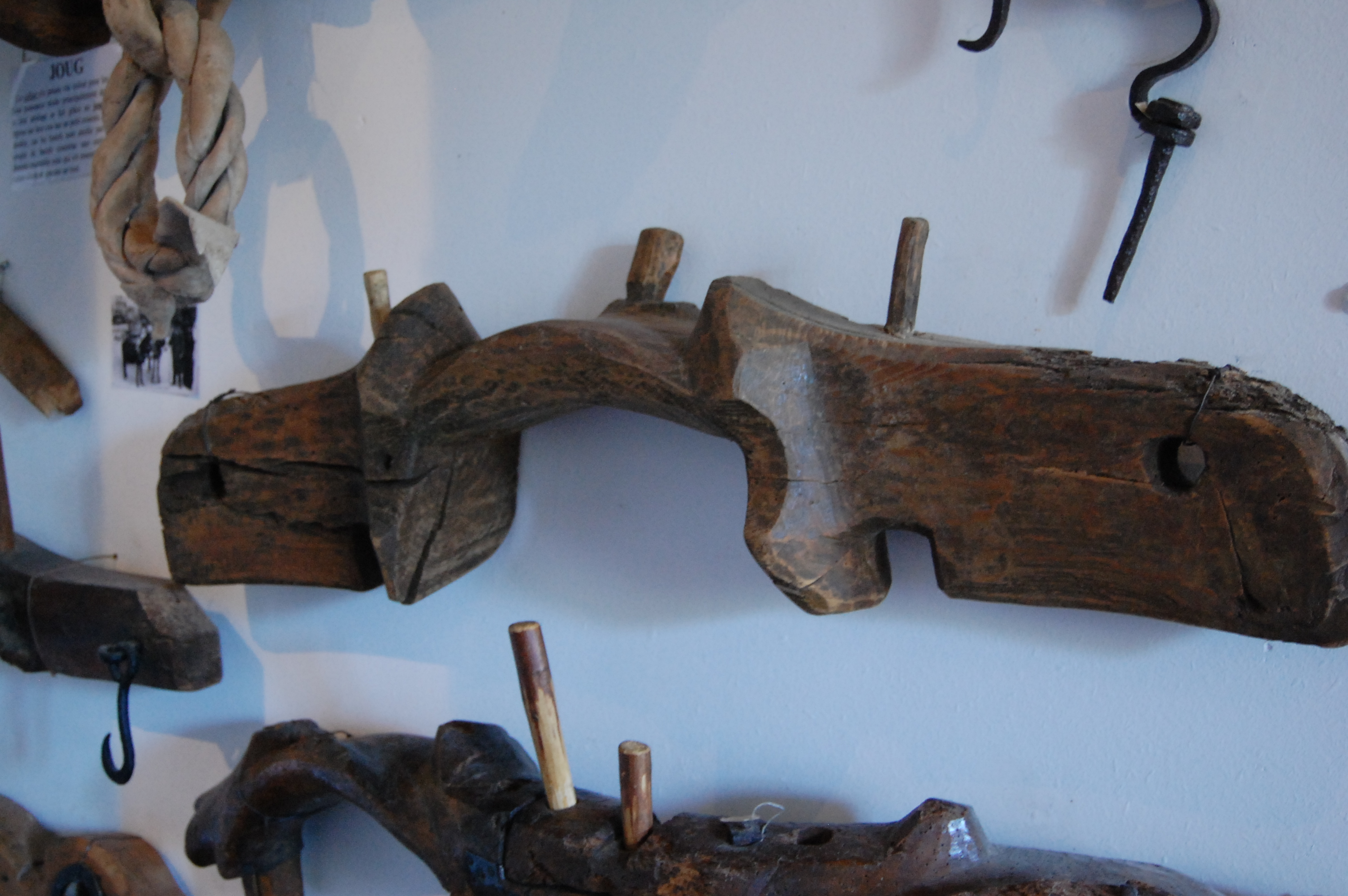
Joug en bois.

- la collection de jougs dans la salle de la vie rurale.

Ce musée est ouvert au public du 1er avril au 15 octobre et sur réservation pour les groupes. Il organise aussi des expositions temporaires sur des thèmes variés en rapport avec le patrimoine local.

## A proximité
Le département de l'Aveyron, tout comme la commune de Saint-Beauzély, possède un patrimoine varié et riche avec quelques sites classés aux monuments historiques :
- Sanctuaires des Basiols
- Prieuré de Comberoumal
- Liste des monuments historiques de l'Aveyron